# Плетнёва, Александра Васильевна
Алекса́ндра Васи́льевна Плетнёва , урождённая княжна Щети́нина (12 [24] февраля 1826, Москва — 29 декабря 1901 [11 января 1902], Санкт-Петербург) — русская дворянка, супруга (с 1849 года) поэта и литературного критика, ректора Императорского Санкт-Петербургского университета П. А. Плетнёва.

## Биография
Родилась в Москве 12 (24) февраля 1826 года в семье князя Василия Осиповича Щетинина (1792—1829) и Варвары Николаевны Щетининой, урождённой Головиной, во втором браке Пущиной (02.08.1798—15.02.1852). Воспитывалась в Московском училище ордена Святой Екатерины (Екатерининском институте благородных девиц). Не позднее 1843 года переехала в Петербург с матерью и двумя младшими сестрами, воспитанницами Патриотического института, в котором раньше преподавал её будущий муж.
С 26 января 1849 года Александра Васильевна была женой Петра Александровича Плетнёва. У них родились сыновья: Александр (01.08.1852—14.01.1911) и Алексей(1854—1934) — писатель, журналист, критик, который оставил воспоминания об отце (1910).

## Воспоминания
В ИРЛИ РАН находится обширный эпистолярный архив А. В. Плетневой, который представляет большой интерес для исследователей культурной и духовной жизни эпохи.
П. А. Плетнев в письмах друзьям так отзывался о своей супруге:
«Редкое существо эта женщина в таких летах: ей только 23 года (зовут её Александра Васильевна). Она столько же миниатюрна, сколько и грациозна. А. О. Смирновой очень понравилась она. Жуковского всего и всего Пушкина помнит она наизусть. До этого дошла она, года три читав их со мною почти ежедневно. Только не воображай в ней чего-нибудь романтически-плаксивого. Это душа крепкая, это ум деятельный и твердый — как у не многих мужчин бывает». (из письма Н. В. Гоголю 30 мая 1849 г.).
«Она принадлежит более миру души своей, нежели свету. Её постоянное стремление — совершенствовать все стороны умственного и нравственного бытия своего. С давних пор она ведет свой журнал, род исповеди перед собою, и вместе род летописи минут, в которые она сильно что-нибудь чувствует. Тут я вижу и убеждаюсь, что истина и свобода дают мысли все, чем дорожим мы в нашем писательском искусстве». (из письма В. А. Жуковскому).
А. В. Плетнева известна как адресат писем Ф. И. Тютчева. Ей посвящено его известное стихотворение «Чему бы жизнь нас не учила».
Известный российский юрист и общественный деятель А. Ф. Кони писал о ней: "Каждый, кто знал эту милую и оригинальную русскую женщину, кому пришлось заглянуть в её душу, кто слышал о её супружеской жизни, не может не признать, что она являлась в существовании своего мужа живым воплощением той «святой мечты», которою была исполнена, по словам Пушкинского посвящения ему Евгения Онегина, душа Плетнева. И в ней, как в последнем, было одновременное соединение «Высоких дум и простоты».
Уже в конце жизни она писала А. Ф. Кони: «Моя судьба богата страданиями всякого рода, моя душа была на высотах и низменностях и познала вполне, что страдание — наш учитель, но не враг, а спасительно-суровый собеседник…»
«Сколько у меня святых воспоминаний! Редко кому досталось столько незабвенных впечатлений и иллюстрированных страниц! И текст, и гравюры моей жизни были замечательно тонки. Это был особый мне Божий дар».
«Все простое — прекрасно. И как просто русское сердце, когда оно умеет себя проявить. Когда доживаешь свой век, все искусственное становится пусто и непонятно».